# 约纳坦·布卡特
约纳坦·米夏埃尔·布卡特（2000年7月11日—）是一位德国足球运动员，自2018-19赛季起代表美因茨05征战德国足球甲级联赛，于场上司职前锋。此外，他亦入选德国国家足球队。

## 俱乐部生涯
布卡特于2014年从家乡俱乐部达姆施塔特98转投美因茨05的青训中心，曾先后代表美因茨各级青年队参加过U-17和U-19德甲联赛。2018年6月，这位时年17岁的前锋获得了第一份职业合同，为期三年。他随后参加了俱乐部一线队的夏季训练营，最终于2018年9月15日在美因茨主场2比1战胜奥格斯堡的比赛中首次亮相德甲。至当季结束时，布卡特共获得4次德甲出场机会；此外，他也代表美因茨05二队在第四级的西南地区联赛上阵2场。直至2018-19赛季末，他仍然有资格为美因茨的U-19梯队效力，并且也会在该队出场。
在2020-21赛季，布卡特参加了34场德甲比赛中的29场，并射入2球，其中包括美因茨在第31轮以2比1战胜最终冠军拜仁慕尼黑时取得的入球。至2021-22赛季，他在第9轮以4比1战胜奥格斯堡的比赛中射入2球，这是其德甲生涯首次梅开二度。

## 国家队生涯
布卡特入选过自U-15级别以上的全部德国青年国家足球队。其中，他曾于2021年跟随德国U-21夺得歐洲U-21足球錦標賽冠军。自2021年9月中旬以来，布卡特一直担任该级别青年队的队长。

## 成就
- 歐洲U-21足球錦標賽冠军：2021年（德国U-21）